# Dziekaństwo

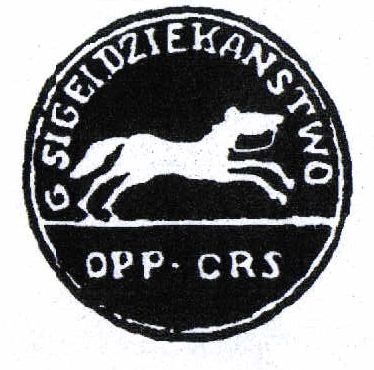
Dawna pieczęć gminna

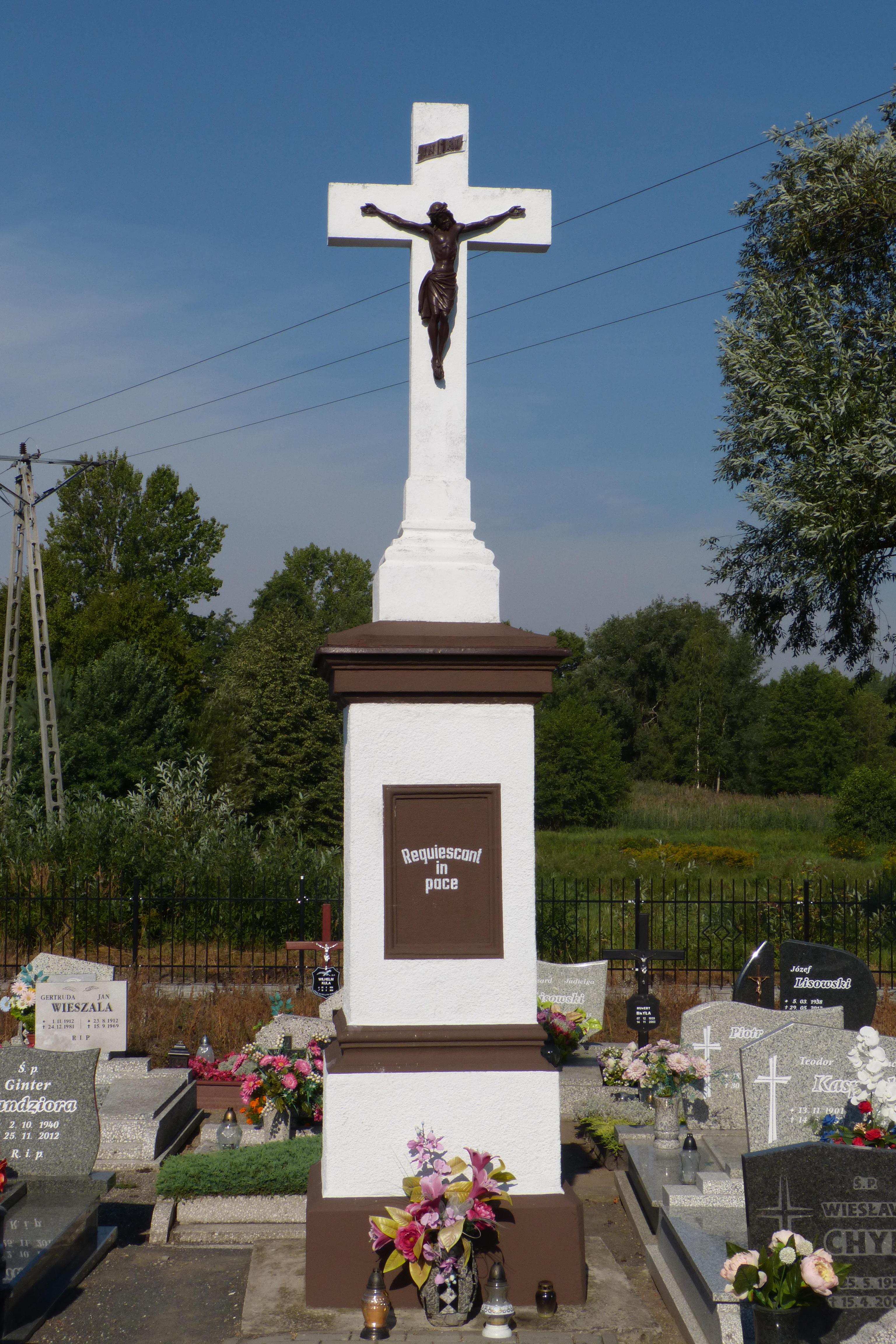
Krzyż na cmentarzu w Dziekaństwie

Dziekaństwo (dodatkowa nazwa w j. niem. Dziekanstwo) – wieś w Polsce położona w województwie opolskim, w powiecie opolskim, w gminie Komprachcice.

## Nazwa
Nazwa wsi ma polskie pochodzenie i wskazuje, że była ona własnością dziekana katedry opolskiej. Wcześniejsze znane formy to Dikkanowitz lub Dziekanowice (analogicznie dzierżawczą formę mają nazwy okolicznych miejscowości: Komprachcice, Chmielowice, Żerkowice, Szczepanowice, Boguszyce). Spis geograficzno-topograficzny miejscowości leżących w Prusach z 1835 roku, którego autorem jest J.E. Muller, notuje obecnie używaną, polską nazwę miejscowości Dziekaństwo.

## Historia
Pierwszy zapis o wsi pochodzi z 1531 – działał w niej młyn, należący do wspomnianego dziekana. W 1811 roku, w efekcie przeprowadzonej w Królestwie Prus sekularyzacji dóbr kościelnych, dwunastu kmieci odkupiło od państwa grunty i podzieliło je między siebie. W 1845 w Dziekaństwie mieszkało 139, a w 1980 - 179 osób. Młyn wodny funkcjonował we wsi jeszcze w XIX wieku, nie jest jednak znana data zakończenia jego działalności.
Podczas plebiscytu w 1921 mieszkańcy Dziekaństwa wykazali najmniej "proniemiecką" postawę ze wszystkich miejscowości dzisiejszej gminy Komprachcice – za Niemcami padły 52 głosy, za Polską - 51.
Według spisu powszechnego z lat 20. XX wieku we wsi mieszkało już 212 osób – wszyscy byli katolikami. W latach 1936–1945 miejscowość nosiła nazwę Dechantsdorf. Po II wojnie światowej, kiedy wieś znalazła się w granicach Polski, nie zmienił się jej charakter – nadal pozostaje najmniejszą miejscowością gminy Komprachcice – zamieszkują ją 223 osoby.
Obiektem o charakterze zabytkowym jest kapliczka – dzwonnica z 1868 (niektóre źródła mówią o 1889, jednak na kapliczce widnieje data wcześniejsza; remont w latach 70. XX wieku), w której znajdują się obrazy z przełomu XIX i XX wieku – m.in. św. Tekli i św. Józefa. 

## Symbol wsi
Dziekaństwo używa obecnie herbu gminy Komprachcice, w przeszłości w użyciu była samodzielna pieczęć gminna – herbem wsi był rozpędzony koń. 